# Pyrestes rugosa
Pyrestes rugosa är en skalbaggsart som beskrevs av J. Linsley Gressitt och Yves Rondon 1970. Pyrestes rugosa ingår i släktet Pyrestes och familjen långhorningar.
Artens utbredningsområde är Laos. Inga underarter finns listade i Catalogue of Life.